# 庫傑韋爾斯科耶湖
56°46′44″N 29°25′36″E / 56.77889°N 29.42667°E
庫傑韋爾斯科耶湖（俄语：Кудеверское），是俄羅斯的湖泊，位於該國西北部，由普斯科夫州負責管轄，處於別扎尼齊區，面積1.7平方公里，集水區面積81.2平方公里，平均水深3.1米，最大水深4.7米。